# Моянчур
Моянчур е каган на Уйгурския каганат, управлявал през 747 – 759 година.

## Живот
Той е роден около 716 година в семейството на Гули Пейло, който основава каганата и управлява под името Кутлуг I Билге. Участва във войните на баща си срещу Източнотюркския каганат. Взема властта след смъртта на баща си, като е принуден да воюва с други претенденти. През 756 година сключва съюз с империята Тан, оказва ѝ помощ в потушаването на бунта на Ан Лушан и се жени за дъщеря на император Тан Судзун.
Моянчур умира през 759 година и е наследен от сина си Бьогю.